# Carrossel
Carrossel je brazilska dječja telenovela koju je kreirala Íris Abravanel, a napisao Abel Santa Cruz. Emitirala se na SBT-u od 21. svibnja 2012. do 26. srpnja 2013. Temeljena je na meksičkoj telenoveli Carrusel iz 1989. godine.

## Uloge

### Glavni glumci
| Glumac                  | Uloga                     |
| ----------------------- | ------------------------- |
| Rosanne Mulholland      | Teacher Helena Fernandes  |
| Larissa Manoela         | Maria Joaquina Medsen     |
| Jean Paulo Campos       | Cirilo Rivera             |
| Maisa Silva             | Valéria Ferreira          |
| Guilherme Seta          | Davi Rabinovich           |
| Nicholas Torres         | Jaime Palillo             |
| Thomaz Costa            | Daniel Zapata             |
| Ana Zimerman            | Marcelina Guerra          |
| Lucas Santos            | Paulo Guerra              |
| Stefany Vaz             | Carmem Carrilho           |
| Gustavo Daneluz         | Mário Ayala               |
| Matheus Ueta            | Kokimoto Mishima          |
| Fernanda Concon         | Alícia Gusman             |
| Léo Belmonte            | Jorge Cavalieri           |
| Konstantino Atan        | Adriano Ramos             |
| Aysha Benelli           | Laura Gianolli            |
| Victória Diniz          | Bibi Smith                |
| Esther Marcos           | Margarida Garcia          |
| Gustavo Wabner          | Teacher Renê Magalhães    |
| Lívia Andrade           | Teacher Suzana Bustamante |
| Ilana Kaplan            | Teacher Matilde           |
| Noemi Gerbelli          | Directora Olívia Veider   |
| Adriana Alves           | Paula Rivera              |
| Marcelo Batista         | José Rivera               |
| Adriana del Claro       | Clara Medsen              |
| Fábio Di Martino        | Miguel Medsen             |
| Marcelo Paganotti Cunha | Ricardo Ferreira          |
| Gabi Monteiro           | Rosa Ferreira             |
| Patrícia Pichamone      | Rebeca Rabinovich         |
| Bruno Perillo           | Isaac Rabinovich          |
| Lilian Blanc            | Sara Rabinovich           |
| Rennata Airoldi         | Inês Carrilho             |
| Daniel Satti            | Frederico Carrilho        |
| Henrique Stroeter       | Rafael Palillo            |
| Ivanna Domenyco         | Eloísa Palillo            |
| Renan Cuisse            | Jonas Palillo             |
| Nábia Vilela            | Natália Ayala             |
| Ithamar Lembo           | Germano Ayala             |
| Gabriela Freitas        | Lílian Guerra             |
| Fábio Dias              | Roberto Guerra            |
| Pedro Osório            | Alberto Cavalieri         |
| Sílvia Menabó           | Rosana Cavaliere          |
| Fernando Benini         | Firmino Gonçalves         |
| Márcia de Oliveira      | Graça                     |
| Cris Bonna              | Cristina Fernandes        |

## Vanjske poveznice
- Službena stranica